# Tricholaser
Tricholaser es un género de plantas de la familia de las apiáceas. Comprende 3 especies descritas

## Taxonomía
El género fue descrito por Alexander Gilli y publicado en Feddes Repertorium Specierum Novarum Regni Vegetabilis 61: 205. 1959. La especie tipo es: Tricholaser afghanicum Gilli	

## Especies
A continuación se brinda un listado de las especies del género Tricholaser descritas hasta julio de 2013, ordenadas alfabéticamente. Para cada una se indica el nombre binomial seguido del autor, abreviado según las convenciones y usos.
- Tricholaser afghanicum Gilli
- Tricholaser cachemiricum (C.B.Clarke) Alava
- Tricholaser ovatilobum (Dunn & R.O.Williams) Alava